# Alain Lamassoure
Alain Lamassoure (n. 10 februarie 1944, Pau) este un om politic francez, membru al Parlamentului European în perioada 1999-2004 din partea Franței. A fost primul care a împărțit competentele în cadrul Uniunii Europene, el identificând 5 tipuri de puteri.
1. ↑  Alain Lamassoure, base Sycomore, accesat în 9 octombrie 2017
2. ↑   https://francearchives.fr/facomponent/525ce664f4febece0e475abc76a9e8420c6c7c44 Lipsește sau este vid: |title= (ajutor)
3. ↑  Autoritatea BnF, accesat în 10 octombrie 2015
4. 1 2 3 4  Deputații în Parlamentul European